# Matanza de los Oteros
Matanza település Spanyolországban, León tartományban. Lakosainak száma 172 fő (2024).

## Földrajza
Matanza de los Oteros Castilfalé, Villabraz, Matadeón de los Oteros, Valverde-Enrique, Mayorga és Izagre községekkel határos.

## Népesség
A település lakosságának változását az alábbi diagram mutatja:
| Lakosok száma | 297  | 258  | 270  | 246  | 232  | 207  | 179  | 165  | 175  | 172  |
|               | 2001 | 2004 | 2007 | 2009 | 2012 | 2014 | 2017 | 2019 | 2022 | 2024 |